# Linwood (Nebraska)
Linwood je selo u američkoj saveznoj državi Nebraska. Prema popisu stanovništva iz 2010. u njemu je živjelo 88 stanovnika.